# Annales Regni Francorum
Gli Annales Regni Francorum (Annali del Regno dei Franchi, detti anche Annales Laurissenses maiores et Einhardi) sono un'opera che descrive l'operato dei sovrani dei Franchi in un arco temporale che va dal 741 (anno della morte di Carlo Martello) al 829.
Iniziati tra il 788 ed il 793 per espresso ordine di Carlo Magno, sono certamente opera di almeno tre diversi scrittori, uno dei quali è probabilmente Eginardo, il biografo di Carlo Magno. Gli altri vanno rintracciati tra gli eruditi ecclesiastici frequentanti la corte carolingia. Nonostante la morte del sovrano, l'opera fu continuata durante il regno del suo successore Ludovico il Pio per essere poi interrotta senza un motivo specifico nell'anno 829.
L'opera è la fonte più importante che abbiamo per quanto riguarda le azioni e la politica del Regno dei Franchi, soprattutto durante il regno di Carlo Magno.
Una sua traduzione in tedesco è stata pubblicata ad Hannover nel 1895, all'interno della più ampia opera Scriptores rerum germanicarum in usum scholarum, ripubblicata poi nel 1950.

## Edizioni
- (LA, FR) Annales Francorum ab anno DCCXLI ad annum DCCCXXIX – Annales des Francs de l'année 741 a l'année 829, in Oeuvres complètes  d'Éginhard réunies pour la première fois et traduites en français avec les notes nécessaires a l'intelligence du texte, les variantes des différents manuscrits, et une table générale des matières, traduzione di Alexandre Teulet, vol. 1, A Paris, chez Jules Renouard et Cie, 1840,  pp. 117-401.
- (LA) Annales Regni Francorum inde ab a. 741 usque ad a. 829 qui dicuntur Annales Laurissenses maiores et Heinhardi, a cura di Friedrich Kurze, in Monumenta Germaniae Historica. Scriptores rerum Germanicarum in usum scholarum separatim editi, Hannoverae, impensis bibliopolii Hahniani, 1895.